# Elecciones municipales de 2015 en Teruel
Las elecciones municipales de 2015 se celebraron en Teruel el domingo 24 de mayo, de acuerdo con el Real Decreto de convocatoria de elecciones locales en España dispuesto el 30 de marzo de 2015 y publicado en el Boletín Oficial del Estado el día 31 de marzo. Se eligieron los 21 concejales del pleno del Ayuntamiento de Teruel, a través de un sistema proporcional (método d'Hondt), con listas cerradas y un umbral electoral del 5 %.

## Candidaturas
En abril de 2019 fueron proclamadas 9 candidaturas.
Los resultados completos correspondientes al escrutinio definitivo se detallan a continuación:
| Candidatura                                        | Candidatura                                        | Votos  | %                               | Escaños                         |
| -------------------------------------------------- | -------------------------------------------------- | ------ | ------------------------------- | ------------------------------- |
|                                                    | Partido Popular de Aragón (PP-Aragón)              | 5356   | 32,23                           | 8                               |
|                                                    | Partido de los Socialistas de Aragón (PS-Aragón)   | 3290   | 19,80                           | 5                               |
|                                                    | Ganar Teruel-Izquierda Unida de Aragón (GT-IU)     | 2492   | 14,99                           | 3                               |
|                                                    | Partido Aragonés (PAR)                             | 1685   | 10,14                           | 2                               |
|                                                    | Ciudadanos-Partido de la Ciudadanía (Cs)           | 1581   | 9,51                            | 2                               |
|                                                    | Chunta Aragonesista (CHA)                          | 1252   | 7,53                            | 1                               |
| Compromiso con Aragón (Compromiso)                 | Compromiso con Aragón (Compromiso)                 | 339    | 2,04                            | 0                               |
| Escaños en Blanco (EB)                             | Escaños en Blanco (EB)                             | 133    | 0,80                            | 0                               |
| Federación de los Independientes de Aragón (F.I.A) | Federación de los Independientes de Aragón (F.I.A) | 60     | 0,36                            | 0                               |
| Votos en blanco                                    | Votos en blanco                                    | 431    | 2,59                            | n/a                             |
| Votos válidos                                      | Votos válidos                                      | 16 619 | 97,50                           | 21                              |
| Votos nulos                                        | Votos nulos                                        | 427    | Participación: \| \| 63,95 % \| | Participación: \| \| 63,95 % \| |
| Votantes                                           | Votantes                                           | 17 046 | Participación: \| \| 63,95 % \| | Participación: \| \| 63,95 % \| |
| Electores                                          | Electores                                          | 26 657 | Participación: \| \| 63,95 % \| | Participación: \| \| 63,95 % \| |
|                                                    | 63,95 %                                            |        |                                 |                                 |

## Concejales electos
Relación de concejales electos:
| N.º | Nombre                           | Lista | Lista |
| --- | -------------------------------- | ----- | ----- |
| 1   | Manuel Blasco Marqués            |       | PP    |
| 2   | José Ramón Morro García          |       | PSOE  |
| 3   | Emma Buj Sánchez Manuel          |       | PP    |
| 4   | Ana Isabel Gimeno Pérez          |       | GT-IU |
| 5   | Julio Miguel Esteban Igual       |       | PAR   |
| 6   | María Covadonga Bejarano Barrena |       | PSOE  |
| 7   | Rodrigo Gómez García             |       | Cs    |
| 8   | Jesús Fuertes Jarque             |       | PP    |
| 9   | Paco Martín Fernández            |       | CHA   |
| 10  | José Carlos Torralba Allue       |       | GT-IU |
| 11  | Joaquín Tomás Minguez            |       | PAR   |
| 12  | José Manuel Morón Sáez           |       | PSOE  |
| 13  | Ramón José Fuertes Ortiz         |       | Cs    |
| 14  | José Luís Torán Pons             |       | PP    |
| 15  | María Carmén Tortajada Andrés    |       | GT-IU |
| 16  | Raquel Valenzuela Suárez         |       | PSOE  |
| 17  | Rocío Feliz de Vargas Pérez      |       | PP    |
| 18  | Miguel Ángel Torres Marchán      |       | PSOE  |
| 19  | Juan Carlos Cruzado Punter       |       | PP    |
| 20  | Javier Domingo Navarro           |       | PP    |
| 21  | José Manuel Valmaña Villarroya   |       | PP    |